# Ebrechtella tricuspidata
Ebrechtella tricuspidata is een spinnensoort in de taxonomische indeling van de krabspinnen (Thomisidae).
Het dier behoort tot het geslacht Ebrechtella. De wetenschappelijke naam van de soort werd voor het eerst geldig gepubliceerd in 1775 door Johan Christian Fabricius.